# انکانتادا رانچیتو ال کالاباز (هاوایی)
انکانتادا رانچیتو ال کالاباز (به انگلیسی: Encantada-Ranchito-El Calaboz) یک منطقهٔ مسکونی در ایالات متحده آمریکا است که در شهرستان کمرون، تگزاس واقع شده‌است. انکانتادا رانچیتو ال کالاباز ۷٫۵۷ کیلومتر مربع مساحت و ۲٬۲۵۵ نفر جمعیت دارد و ۱۵٫۲۴ متر بالاتر از سطح دریا واقع شده‌است.